# Charilla
Charilla es una aldea de Alcalá la Real, Jaén, de la que dista 6 Kilómetros. Está situada en la parte noreste de término municipal. En la época romana era conocida como Flora. Su gentilicio es charillero.

## Patrimonio artístico y monumental

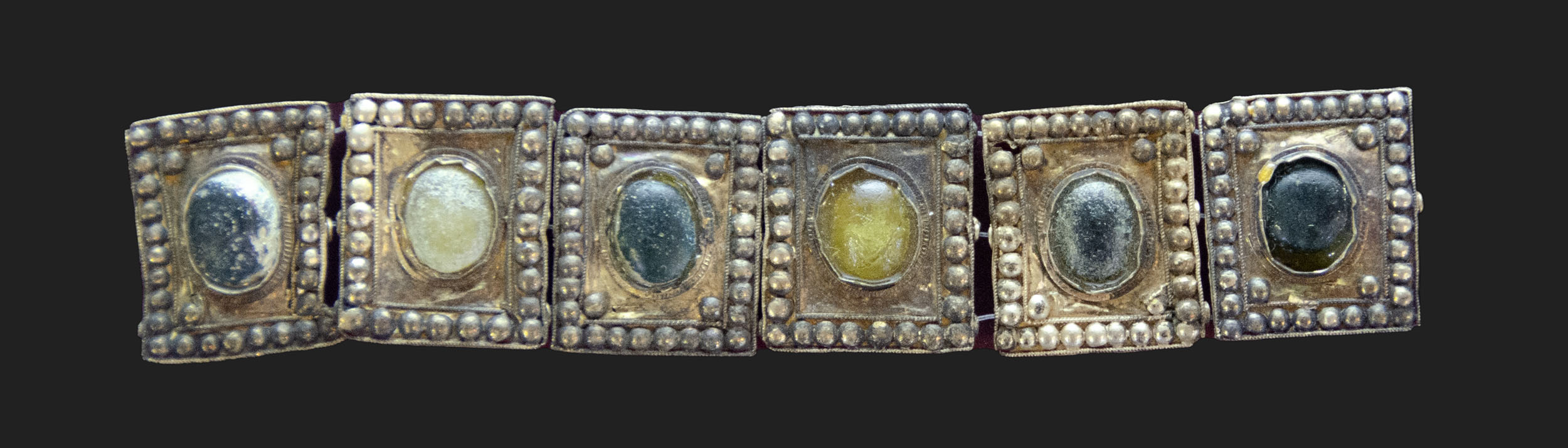
Pulsera del Tesoro de la Charilla. Califal, siglo X. Museo Provincial de Jaén.

Destaca el hallazgo casual en 1977 del Tesoro de Charilla, con orfebrería época califal

## Fiestas
Hace años se celebraban especialmente los Carnavales y la festividad de la Cruz, fiestas en las que se reunían los habitantes del lugar, a la luz de los candiles, hasta altas horas de la madrugada. A estas fiestas se agregó la fiesta de la Virgen de Fátima (13 de mayo) que constituye, hoy en día, la fiesta principal.
Las fiestas en honor a la Virgen del Rosario se celebran el día 7 de octubre. De su acervo cultural destaca un baile y una canción: el fandango de Charilla, cante de origen andalusí que se asemeja a los verdiales malagueños y que echó fuertes raíces en Charilla, lugar donde fijaron su vivienda algunos de los comerciantes (pescaderos) que llegaban a esta tierra desde Málaga.

## Algunos datos
- Habitantes:  	594
- Altitud:  	900 m.